# Брикеразіо
Брикеразіо (італ. Bricherasio, п'єм. Bricheras) — муніципалітет в Італії, у регіоні П'ємонт,  метрополійне місто Турин.
Брикеразіо розташоване на відстані близько 530 км на північний захід від Рима, 45 км на південний захід від Турина.
Населення — 4632 особи (2014).
Щорічний фестиваль відбувається 15 серпня. Покровитель — Maria Assunta.

## Демографія
Населення за роками:

Станом на 1 січня 2023 року в муніципалітеті офіційно проживало 186 іноземців з 34 країн, серед них 86 громадян країн Євросоюзу та 3 громадяни України.

## Сусідні муніципалітети
- Ангронья
- Біб'яна
- Кампільйоне-Феніле
- Кавур
- Гарцильяна
- Лузерна-Сан-Джованні
- Озаско
- Праростіно
- Сан-Секондо-ді-Пінероло